# Dancing Queen
"Dancing Queen" là một bài hát của nhóm nhạc Thụy Điển ABBA. Bài hát được thu âm vào năm 1975 và phát hành như là đĩa đơn đầu tiên trích từ album phòng thu thứ tư của họ, Arrival (1976). "Dancing Queen" được sáng tác và sản xuất bởi hai thành viên nam là Benny Andersson, Björn Ulvaeus với sự tham gia hỗ trợ viết lời từ Stig Anderson, trong khi đó được hát bởi hai thành viên nữ của nhóm là Agnetha Fältskog và Anni-Frid Lyngstad. Nó được phát hành dưới dạng đĩa đơn tại Thụy Điển vào ngày 15 tháng 8 năm 1976, trước khi được phát hành tại Vương quốc Anh và các quốc gia châu Âu khác vài ngày sau đó.
ABBA biểu diễn bài hát lần đầu tiên tại hôn lễ của Vua Carl XVI Gustaf và Silvia Sommerlath. Sau khi phát hành, "Dancing Queen" đã trở thành một bản hit toàn cầu. Nó trở thành đĩa đơn quán quân đầu tiên và duy nhất của nhóm trên bảng xếp hạng Billboard Hot 100, và đạt vị trí số một tại nhiều quốc gia khác như Úc, Bỉ, Ireland, Mexico, New Zealand, Na Uy, Nam Phi, Tây Ban Nha, Thụy Điển, Vương quốc Anh, Tây Đức và Zimbabwe. "Dancing Queen" cũng lọt vào top 5 ở nhiều quốc gia khác.
Về mặt âm nhạc, "Dancing Queen" là một phiên bản Europop của dòng nhạc disco tại Mỹ. Trong khoảng thời gian nhạc disco thống trị các bảng xếp hạng âm nhạc Mỹ, ABBA quyết định đi theo xu hướng này, và học hỏi cách phối khí từ Wall of Sound của Phil Spector. Bài hát bao gồm những giai điệu đàn của Andersson, trong đó làm nổi bật sự tinh tế và cổ điển phức tạp của giai điệu, trong khi Ulvaeus và Andersson kết hợp nhiều nhạc cụ khác nhau trong bản phối. Về ca từ, bài hát liên quan đến một lần đến sàn nhảy, nhưng chỉ nhảy múa một mình đề tìm kiếm niềm vui cho bản thân, vì thế nó có nội dung cảm xúc hơn so với nhiều bản disco khác.
Với những đánh giá tích cực từ phía phê bình cùng với thành công lớn trên thương mại, "Dancing Queen" đã trở thành bài hát tiêu biểu của ABBA. Bài hát cùng với "Fernando" của ABBA được coi là một trong những ca khúc nổi tiếng nhất thập niên 1970. Nó đã được đưa vào các tuyển tập hit của ABBA là Greatest Hits Vol. 2 (1979), Gold: Greatest Hits (1992) và The Definitive Collection (2001). "Dancing Queen" cũng được sử dụng rất nhiều trong phim ảnh, truyền hình và đã được hát lại bởi rất nhiều nghệ sĩ.

## Danh sách track và định dạng
Đĩa than 7"
1. "Dancing Queen" – 3:52
2. "That's Me" – 3:15

Đĩa than 7" tái bản tại châu Âu (1992)
1. "Dancing Queen" – 3:52
2. "Lay All Your Love on Me" – 4:35

Đĩa CD tái bản tại châu Âu (1992)
1. "Dancing Queen" – 3:52
2. "Lay All Your Love on Me" – 4:35
3. "The Day Before You Came" – 5:50
4. "Eagle" – 5:49

Đĩa than 12" tái bản tại Mỹ (1992)
1. "Dancing Queen" – 3:52
2. "Take a Chance on Me" – 4:04[10]

## Xếp hạng và chứng nhận
| Bảng xếp hạng (1976–1977)    | Vị trí cao nhất |
| ---------------------------- | --------------- |
| Australian Singles Chart     | 1               |
| Austrian Singles Chart       | 4               |
| Belgian Singles Chart        | 1               |
| British Singles Charts       | 1               |
| Canadian Singles Chart       | 2               |
| Danish Singles Chart         | 1               |
| Dutch Singles Chart          | 1               |
| Eurochart Hot 100            | 1               |
| Finnish Singles Chart        | 3               |
| French Singles Chart         | 5               |
| German Singles Chart         | 1               |
| Irish Singles Chart          | 1               |
| Italian Singles Chart        | 14              |
| Japanese Singles Chart       | 19              |
| Mexican Singles Chart        | 1               |
| New Zealand Singles Chart    | 1               |
| Norwegian Singles Chart      | 1               |
| Rhodesian Singles Chart      | 1               |
| South African Singles Chart  | 1               |
| Soviet Singles Chart         | 1               |
| Spanish Singles Chart        | 10              |
| Swedish Singles Chart        | 1               |
| Swiss Singles Chart          | 3               |
| UK Singles Charts            | 1               |
| Billboard Hot 100            | 1               |
| Billboard Adult Contemporary | 6               |
| US Cashbox Top 100 Singles   | 1               |

| Bảng xếp hạng (1992)      | Vị trí cao nhất |
| ------------------------- | --------------- |
| Australian Singles Chart  | 28              |
| Belgian Singles Chart     | 16              |
| British Singles Chart     | 16              |
| Dutch Singles Chart       | 24              |
| German Singles Chart      | 22              |
| New Zealand Singles Chart | 14              |
| Norwegian Singles Chart   | 5               |
| Swedish Singles Chart     | 15              |
| Swiss Singles Chart       | 6               |

| Bảng xếp hạng (2008)     | Vị trí cao nhất |
| ------------------------ | --------------- |
| Australian Singles Chart | 58              |
| UK Singles Chart         | 89              |

| Bảng xếp hạng (1976)                 | Vị trí |
| ------------------------------------ | ------ |
| Australia                            | 3      |
| New Zealand                          | 4      |
| UK Singles (Official Charts Company) | 4      |

| Bảng xếp hạng (1977)            | Vị trí |
| ------------------------------- | ------ |
| Canada                          | 5      |
| US Billboard Hot 100            | 12     |
| US Billboard Adult Contemporary | 28     |
| US Cashbox Top 100              | 3      |

| Quốc gia                                                                           | Chứng nhận | Số đơn vị/doanh số chứng nhận |
| ---------------------------------------------------------------------------------- | ---------- | ----------------------------- |
| Nhật Bản (RIAJ)                                                                    | Vàng       | 350.000                       |
| Anh Quốc (BPI)                                                                     | Vàng       | 1.120.000                     |
| Hoa Kỳ (RIAA)                                                                      | Vàng       | 1.000.000^                    |
| * Chứng nhận dựa theo doanh số tiêu thụ. ^ Chứng nhận dựa theo doanh số nhập hàng. |            |                               |